# Teoria conspirației privind dezmembrarea României

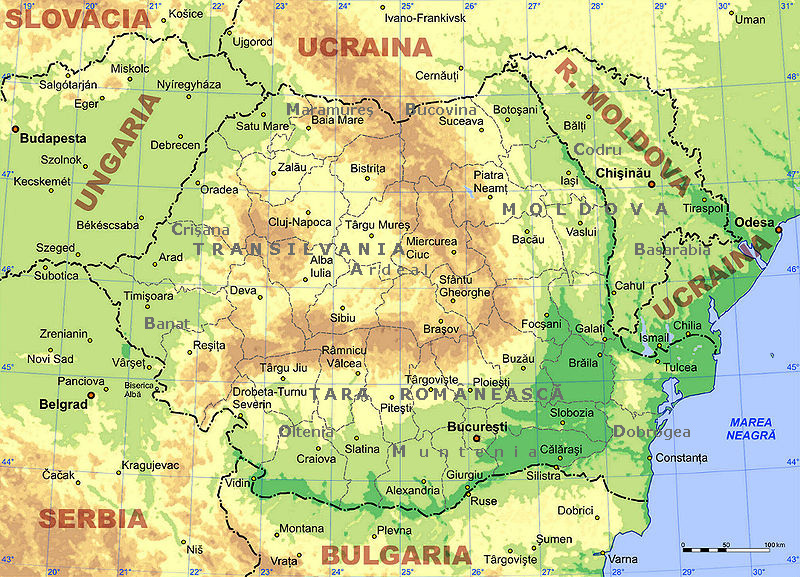
România astăzi

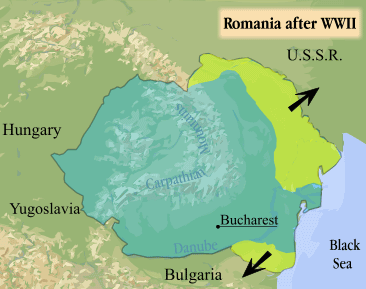
România după Al Doilea Război Mondial. Teritoriile pierdute sunt marcate cu galben.

Teoria conspirației privind dezmembrarea României are o vechime de peste 80 de ani, încă din anii 1920-1930 existând planuri de distrugere a integrității teritoriale și a unității naționale a României, abia realizate.

## Fundal
În 1931, la Gorikovo, lângă Moscova, la al V-lea Congres al Partidului Comunist din România (secția română a Kominternului), s-a adoptat următoarea rezoluție, redactată de maghiarul Béla Kun și semnată de Alexandru Iliescu (tatăl lui Ion Iliescu) care era secretar al CC al P.C.d.R.:
România contemporană nu reprezintă prin sine o unire a tuturor românilor, ci este un stat tipic cu mai multe națiuni, creat pe baza sistemului prădalnic de la Versailles, pe baza ocupării unor teritorii străine și pe baza înrobirii unor popoare străine. Burghezia și moșierimea din România, înfăptuind propriile lor planuri imperialiste și îndeplinind, totodată, însărcinarea puterilor imperialiste din Europa de a crea la Nistru un avanpost contra URSS, au cucerit Basarabia, Transilvania, Bucovina și Banatul și supun unei asupriri naționale nemaipomenite și unei exploatări semicoloniale pe cei 8 milioane de moldoveni, unguri, ruși-ucraineni, bulgari, nemți, turci și alții.- Biblioteca Academiei Române, Arhiva Istorică, Cota Ab XIII-3).

## Situația după 1989
Dezmembrarea României după 1989 se referă la un presupus scenariu care spune că Uniunea Sovietică, Ungaria și Iugoslavia conspirau la distrugerea statului național român după revoluția din 1989 când a avut loc un consens intre Occident și URSS de a-l debarca de la putere pe Nicolae Ceaușescu. În prezent, deoarece Uniunea Sovietică și Iugoslavia s-au dezmembrat între timp, termenul se poate referi la unele conspirații ale Rusiei și Ungariei, sau ale unor grupări din aceste țări.

## Pretenții rusești și moldovenești

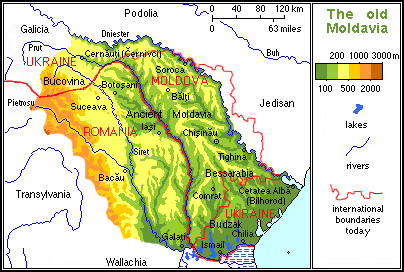
Moldova istorică, azi împărţită între România (46%), Republica Moldova (36%) și Ucraina (18%)

În 2011, Mircea Dinescu, într-o emisiune la Realitatea TV a declarat că dacă, la 23 august 1944, România nu întorcea armele, Stalin făcea o Moldovă mare și o Românie mică. Dinescu a argumentat că dacă s-au comportat rușii rău în România ca aliați, oare ce ar fi făcut dacă eram dușmanii fasciști ai Uniunii Sovietice.
În 2007, președintele de atunci al republicii Moldova, Vladimir Voronin, susținea că, în România există o minoritate etnică a moldovenilor, din care fac parte 10 milioane de cetățeni români.
În Republica Moldova și în Rusia există extremiști care doresc crearea unei așa zise "Moldove mai mari".
După opinia politologului transnitrean Andrei Safonov, dezmembrarea României este “un scenariu incorect politic, dar necesar”. De la Kremlin, el pune întrebarea: “Nu ar fi mai bine pentru viitorul nostru să fie dezmembrată România ca stat unitar, ca factor de destabilizare și de expansiune regională?” El prevede, în acest scop, realipirea Transilvaniei la Ungaria, preluarea Moldovei istorice de către Chișinău, cu tot cu Iași, iar regiunile din sud-vest să treacă la Serbia. Dezmembrarea României, așa cum s-a întâmplat cu Iugoslavia, Cehoslovacia sau URSS, nu ar face lumea să sufere. S-ar rezolva multe probleme financiare. Iar dacă dispare pentru totdeauna speranța reconstituirii României Mari, atunci opoziția pro-română de la Chișinău nu mai rezistă. “Pentru Transnistria și pentru antiiștii din R. Moldova, dezmembrarea României ar fi un cadou. Este o temă de meditație pentru noi. Nu trebuie să uitam acest lucru”, a îndemnat Safonov.

## Pretenții maghiare
În 2008 ziarul de limba maghiară Haromszek ("Trei Scaune", cu referire la Comitatul Trei Scaune desființat în 1920) de la Sfântu Gheorghe și care este editat de mai mulți lideri ai Consiliului Național Secuiesc, a publicat un articol care îndeamnă pe secui la lupta armată împotriva României, pentru înființarea unui stat de sine stătător în centrul Transilvaniei.

## Regionalizarea României
Academicianul Dinu C. Giurescu a afirmat în 2011, că Uniunea Europeană vrea să destrame România prin o politică de euro-regionalizare.
În Ședința Camerei Deputaților din 15 iunie 2011, Mihăiță Calimente a făcut o declarație politică cu titlul "Dezmembrarea României", în care a arătat că trecerea de la 41 de județe la opt, propusă de președintele României, domnul Traian Băsescu, deși ar părea o idee reformistă, nu este în realitate nimic altceva decât divizarea României, primul pas care încurajează tendințele secesioniste ale unora.

## Profeții
Potrivit unor surse părintele Arsenie Boca ar fi prezis revoluția din 1989 și ocuparea după o perioadă a României de către trei țări: Ungaria, Bulgaria și Rusia.